# 无产阶级文化大革命的全面胜利万岁 (邮票)

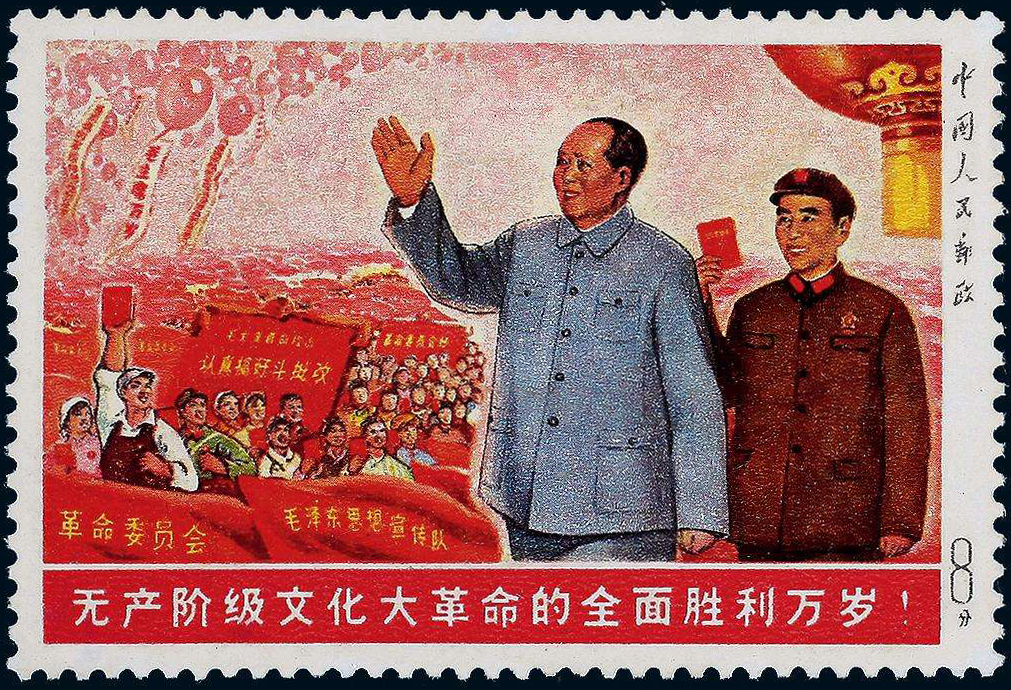
第一稿，简称“全面胜利”

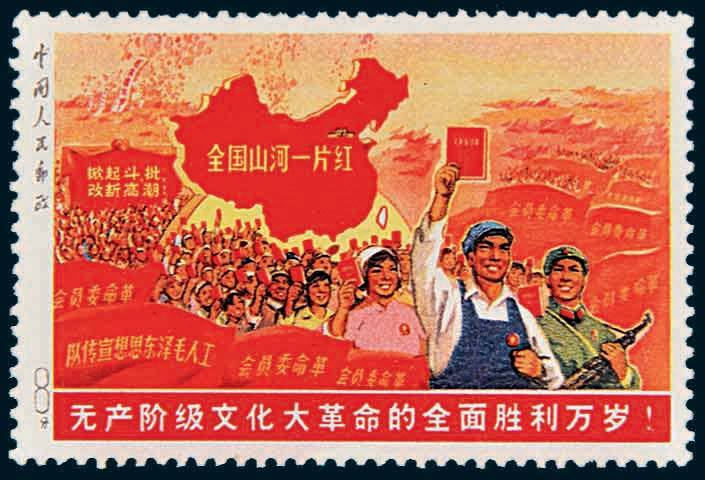
第二稿，简称“大一片红”

无产阶级文化大革命的全面胜利万岁邮票，前后共有两种版本，第一稿简称“全面胜利”，第二稿简称“大一片红”，是极具收藏价值的文革邮票。
该邮票是为了配合同名社论《无产阶级文化大革命的全面胜利万岁》宣传而设计的，原计划于1968年10月1日发行，兼具纪念中华人民共和国成立19周年的目的，但是，最后该邮票并未正式发行。

## 背景
1968年7月1日，邮电部军管会研究工作部署时提出，要在1968年国庆节前要发行新邮票。此时，“文化大革命”正处于“全面夺权”高潮，各地纷纷建立革命委员会。1968年9月5日，继全国27个省、市、自治区建立革命委员会以后，西藏、新疆两个自治区同日成立了革命委员会。《人民日报》、《解放军报》联合发表了社论《无产阶级文化大革命全面胜利万岁——热烈欢呼全国（除台湾省外）各省、市、自治区革命委员会全部成立》，这一事件被称为“全国山河一片红”。
邮电部邮票发行局随即着手设计“无产阶级文化大革命的全面胜利万岁”邮票。这套邮票画面是毛泽东和林彪向热烈欢呼“全国山河一片红”的革命群众挥手致意，背景是地上红旗旗海悬挂在气球下的标语口号。票图下方有“无产阶级文化大革命的全面胜利万岁！”字样。此票即“全面胜利”邮票第一稿。原定发行8分面值一种，后来，邮票发行局请示邮电部通信组同意，改为同一图案发行8分、22分面值两种。8分面值邮票的“中国人民邮政”字样为黑色，22分面值邮票的“中国人民邮政”为红色。
1968年9月8日，首都各报头版所载《盛大的节日 巨大的鼓舞》，报道首都人民欢呼各省、市、自治区建立革命委员会的综合新闻稿中，已经提前披露了“全国胜利”邮票将要发行的消息，文中讲到：“为了永远纪念这个伟大的节日，北京邮票厂的工人和邮电部邮票发行局的设计人员连夜奋战，设计出大型彩色纪念邮票‘无产阶级文化大革命的全面胜利万岁’。邮票画面呈现出全国亿万革命群众欢呼全国山河一片红的喜庆景象。”9月14日，邮票发行局向北京邮票厂订印文14“无产阶级文化大革命的全面胜利万岁”纪念邮票1套2枚，票幅为60mm×40mm，面值8分的印制1亿枚；面值22分的印制200万枚。据北京邮票厂记载，此票在发行日前已交邮票发行局邮票库。
新华社关于发行这两套邮票的新闻稿尚未播发，至1968年9月27日，由周恩来主持的“中央宣传工作会议”召开，中心议题是：如何正确的宣传毛泽东思想，贯彻落实毛泽东关于对外宣传不要“强加于人”的指示。江青在会上发言：“在邮票上印毛主席像，是对毛主席最大的不忠。”周恩来最后总结，不能把各种物品都印上毛泽东像和毛主席语录。根据这次会议精神，邮电军管局当天决定：立即停止发行“无产阶级文化大革命的全面胜利万岁”和“毛主席给日本工人朋友们的重要题词”两套邮票。邮电部邮票发行局当天发电报通知河北等24个省、自治区邮电管理局和上海市等5个邮局，要求各局将“已接到或将要接到的‘无产阶级文化大革命的全面胜利万岁’及‘毛主席给日本工人朋友们的重要提（题）词’邮票，立即停发，接电后速全部退回北京邮票发行局。”
随后，邮票设计者按照要求对“全面胜利”邮票第一稿进行修改，去掉了毛泽东与林彪像，改为以工农兵形象为主图，背景添加了一幅中国地图，上写“全国山河一片红”，票幅规格仍为60mm×40mm。此图是“全面胜利”邮票第二稿（俗称“大一片红”）。邮电部军管会于1968年10月8日在呈国务院的报告中称：“根据中央首长9月27日在中央宣传工作会议上的重要指示……邮票设计人员和工人同志共同设计，以工农兵形象为新的《无产阶级的全面胜利万岁》邮票图案，并附样票4枚。”这份报告送到了国务院主管生产工作的副总理李富春处，李富春当天就批示：“请邮电部军管会直送中央审查。”但此报告并未送至中央，而是转到了周恩来处，他在看了报告和票样后指示：这套邮票还是要发行，但不要“贪大求全”，建议简化画面，缩小尺寸。至此，“大一片红”邮票在票样审查阶段即被否定，未能正式发行。

## 细节
面值8分，编号为“文14”，票幅60mm×40mm。影写版。邮票主图是毛泽东身穿蓝灰色中山装，站在天安门城楼上挥手致意，站在身后的林彪手持《毛主席语录》。城楼下面天安门广场红旗招展，是广大工农兵群众欢呼的场面。邮票下部横框内印有“无产阶级文化大革命的全面胜利万岁”字样，右边印有“中国人民邮政”，下面印有面值“8分”字样。此票最终没有正式发行，但由河北石家庄邮局流出，存世量数十枚，因此十分珍贵。
1986年，香港拍卖1枚邮票，底价为1.5万元港币。1993年5月，在北京举办的邮品拍卖会上，1枚品相一般的信销票以3万元成交。1995年北京邮品拍卖会上，1枚全面胜利新票以25万元成交，1枚贴有此票的实寄封以20万元拍出。1995年，上海中国邮票拍卖会上，1枚上右齿孔处有缺损的旧票，以6万元成交。1996年5月，邮星贸易总公司北京邮品拍卖会上，全面胜利双连票带下版铭的新票以64万元成交，另1枚全面胜利新票以24万元拍出。1996年《集邮》读者服务部5月17日拍卖会上，1枚全面胜利新票以256万元成交。
2018年11月，一枚“无产阶级文化大革命的全面胜利万岁”邮票最终以1380万元人民币的价格成交，是截至当时中国唯一一枚成交价破千万元人民币的邮票。